# 张昌宗
张宗之（7世纪—705年），唐朝定州义丰县（今河北省安国市）人，張希臧與臧氏之子，排行第六，与其弟张易之都是武则天的得力助手。在神龍政变中被张柬之等大臣起兵殺死。

## 簡介
正名張宗之，後記通稱張昌宗。万岁通天二年（697年），张宗之经太平公主推荐入宮侍奉武则天，张宗之向武則天推荐了弟弟张易之，兄弟一起入寢宮侍奉。朝内高官、宗室并称宗之、易之二人为五郎、六郎。史家多认为这二人的受宠与其美貌有关。例如《唐书》载杨再思对易之称“人言六郎似莲花，非也；正谓莲花似六郎”。學者认为张易之與张宗之是武后男宠（又称面首）。生母臧氏也是個美人，四十歲守寡，之後武則天作主，將臧氏嫁给宰相李迥秀。
张宗之官至春官侍郎，封为邺国公。圣历二年（699年），武则天敕宗之和李峤、张说等学士编撰《三教珠英》，宗之實乃學富五車之才。
武周晚年，与其弟张易之把持朝政，败坏朝纲。張宗之的哥哥汴州刺史張昌期，弟弟尚方少監張昌儀等居高官。神龙元年（705年）正月十二日，张柬之、敬晖、桓彦范、崔玄暐、袁恕己、李多祚等大臣趁武则天病重发动神龍政变，迎李显復辟，诛杀张宗之、张易之。

## 註解
1. ↑  岑仲勉《隋唐史》上册第161页、吕思勉《隋唐五代史》上册第160页

## 延伸阅读
[在维基数据编辑]
 《新唐書·卷104》，出自《新唐書》